# Celta de Vigo B
Real Club Celta de Vigo B, ook bekend als Celta Fortuna is een voetbalclub uit Spanje. Het is het tweede elftal van de Spaanse club Celta de Vigo. Thuisstadion is het Estadio Barreiro in Vigo dat een capaciteit heeft van 1.024 plaatsen.

## Geschiedenis
De club werd in 1927 opgericht als Club Turista. In 1989 verving het Gran Peña als tweede elftal van Celta de Vigo en een jaar later, in 1990, werd de clubnaam veranderd in Celta Turista. Dit team debuteerde in het seizoen 1992/1993 in de Segunda División B, de derde Spaanse divisie. In 1996 kreeg het team officieel de naam Celta de Vigo B. Onder deze naam won het team in 2002 de Copa RFEF en in het seizoen 2003/2004 behaalde Celta de Vigo B de derde plaats in de Segunda División B. Dit was de beste prestatie in de clubgeschiedenis.

## Erelijst
- Copa RFEF

2002

## Bekende (ex-)spelers
- Pape Diop